# Ross Bleckner

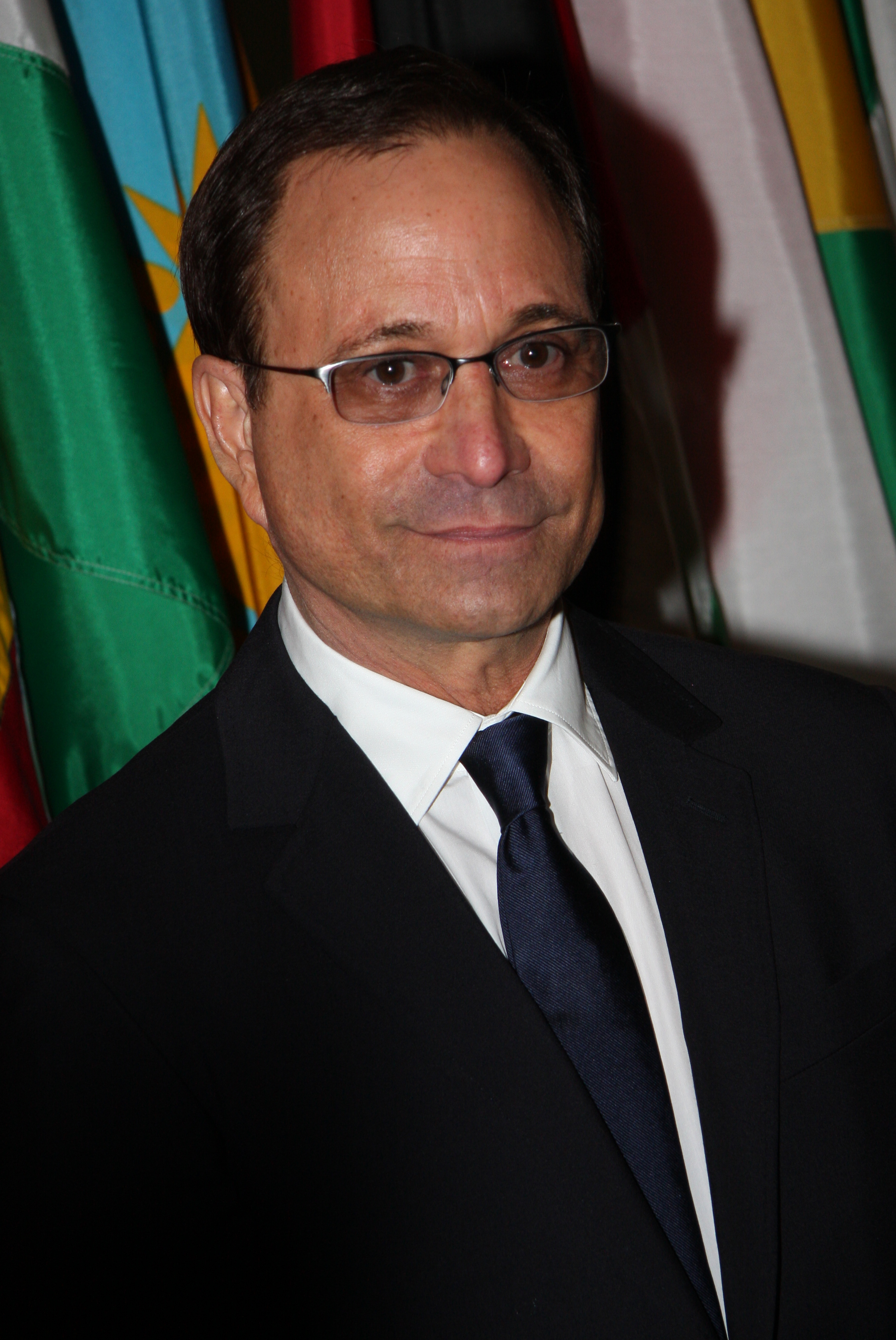
Ross Bleckner

Ross Bleckner (* 12. Mai 1949 in New York City) ist ein amerikanischer Maler und Grafiker.

## Leben und Werk
Bleckner wuchs in Hewlett, Long Island auf. Er studierte 1971 bis 1973 mit Sol LeWitt und Chuck Close an der New York University und am California Institute of the Arts, Valencia mit dem Master-Abschluss. Dort freundete er sich mit Peter Salle an. Bereits 1975 zeigte die Mary Boone Gallery eine erste Ausstellung seiner Arbeiten. Mit seinen großformatigen „Streifenbildern“ greift er in den 1980er Jahren Themen der Op Art auf. Die geometrische Strenge der Motive wird durch Unschärfen in der Linienführung und quer liegende Farbstreifen aufgebrochen, was zu einem Bildflimmern führt.
Der Künstler lebt und arbeitet in New York und Sagaponack (Hamptons).

## Ausstellungen (Auswahl)
- 1975: Whitney Biennial (auch 1987 und 1989)
- 1988: San Francisco Museum of Modern Art; Biennale of Sydney
- 1989: Carnegie Museum of Art, Pittsburgh, Pennsylvania

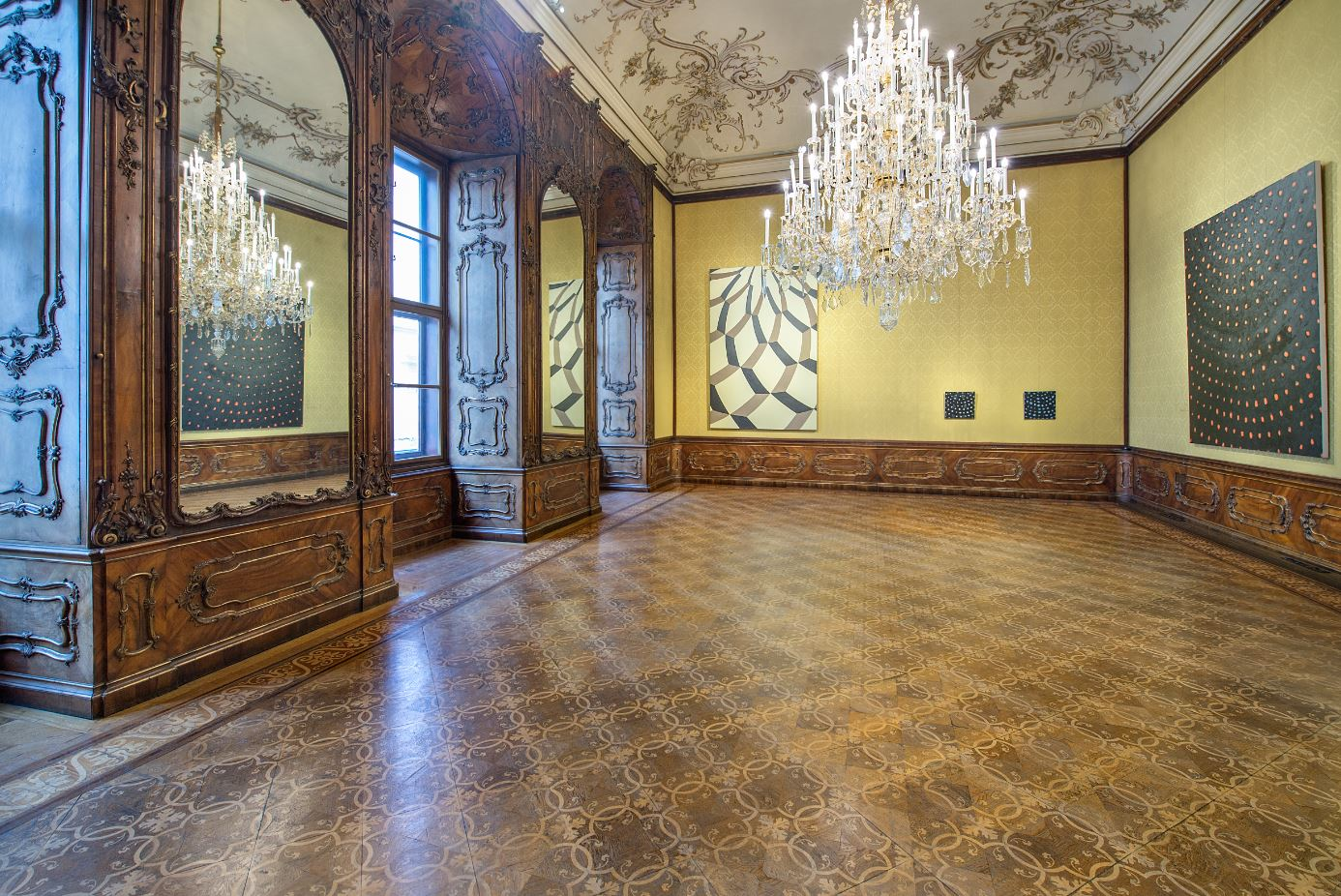
Ausstellung 2018 bei W&K - Wienerroither & Kohlbacher in Wien

- 1995: Solomon R. Guggenheim Museum
- 1997: Bawag-Sammlung, Wien
- 2018: W&K - Wienerroither & Kohlbacher
- 2019/20: Neues Museum Nürnberg

## Werke (Auswahl)
- The Arrangement of Things, 1982–85, Öl auf Leinwand, 244 × 412 cm (Museum of Fine Arts, Boston)